# Skaraborgs läns norra valkrets
Skaraborgs läns norra valkrets var i riksdagsvalen till andra kammaren 1911–1920 en egen valkrets med fem mandat. Valkretsen avskaffades vid valet 1921 och uppgick i Skaraborgs läns valkrets.

## Riksdagsledamöter

### 1912–första riksmötet 1914
- Erland von Hofsten, lmb
- Lars Johan Jansson, lmb
- Carl Johanson, lib s
- Albert Karlson, lib s
- Gustaf Sjöberg, lib s

### Andra riksmötet 1914
- Erland von Hofsten, lmb
- Lars Johan Jansson, lmb
- Carl Johanson, lib s
- Gustaf Sjöberg, lib s
- Karl Wilhelm Skareen, s

### 1915–1917
- Erland von Hofsten, lmb
- Karl Magnusson, lmb
- Carl Johanson, lib s
- Gustaf Sjöberg, lib s
- Karl Wilhelm Skareen, s 1915–1916, s vgr 1917

### 1918–1920
- Karl Magnusson, lmb
- August Månsson, bf
- Carl Johanson, lib s
- Johan Wilhelm Billqvist, s
- Carl Otto Vahlstedt, s

### 1921
- Carl Otto Larsson, lmb
- Karl Magnusson, lmb
- August Månsson, bf
- Carl Johanson, lib s
- Johan Wilhelm Billqvist, s